# Instytut Nauk Politycznych Wydziału Nauk Politycznych i Studiów Międzynarodowych Uniwersytetu Warszawskiego

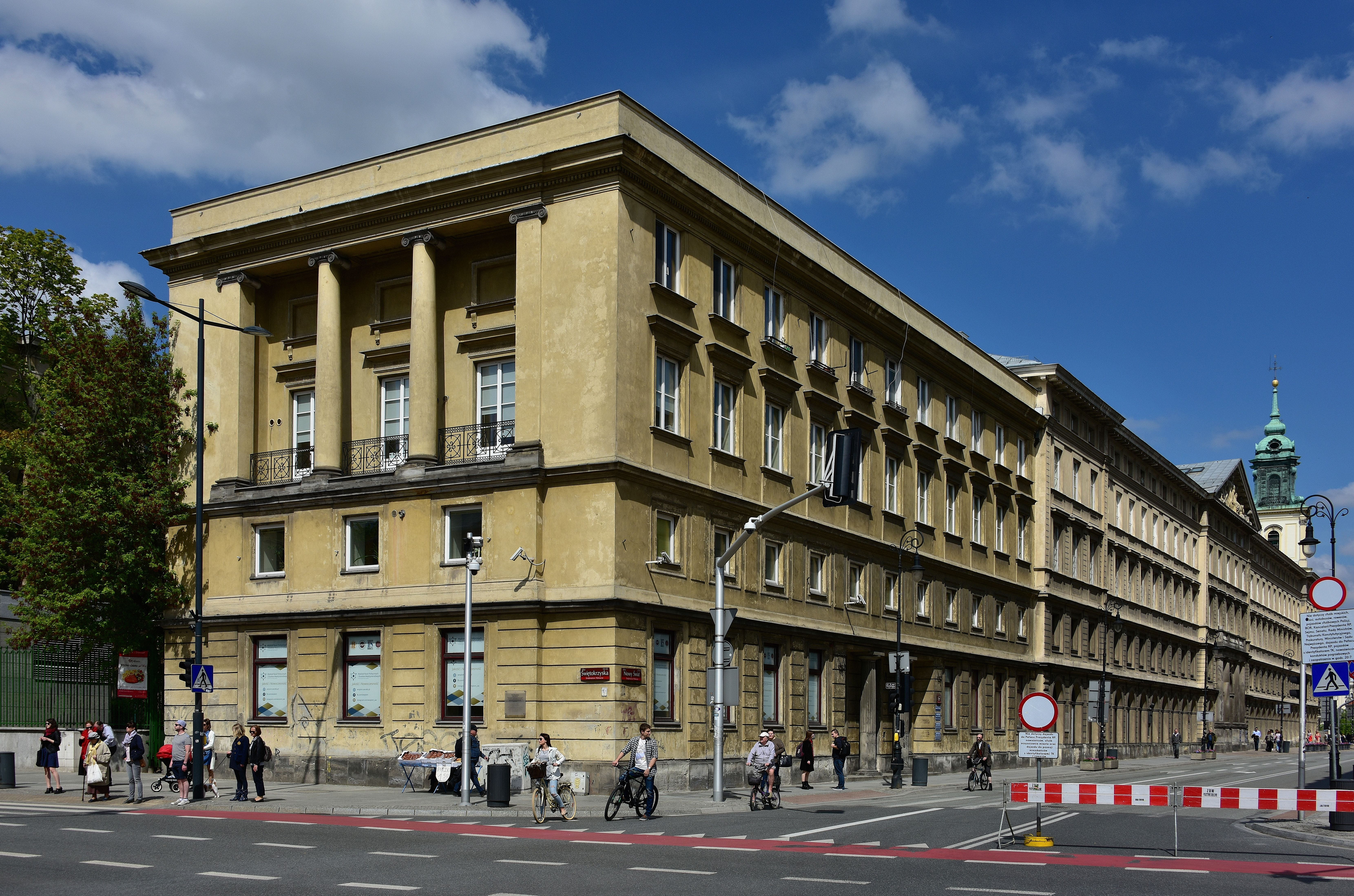
Pałac Zamoyskich – siedziba zakładów INP

Instytut Nauk Politycznych Wydziału Nauk Politycznych i Studiów Międzynarodowych UW – jednostka Uniwersytetu Warszawskiego utworzona w 1967, funkcjonująca do 2019 roku. 
Początkowo działał w strukturze Wydziału Filozofii. W 1968 zlikwidowano Wydział Filozofii i w jego miejsce utworzono Wydział Nauk Społecznych, w składzie którego funkcjonowała również politologia. Organizatorem i pierwszym dyrektorem Instytutu był prof. Marian Żychowski. W 1975 powstał Wydział Dziennikarstwa i Nauk Politycznych. Obecnie, po przekształceniu Instytutu Dziennikarstwa w nowy odrębny wydział, Instytut Nauk Politycznych był częścią Wydziału Nauk Politycznych i Studiów Międzynarodowych. W 2019 roku Instytut rozwiązano, a pracownicy naukowi weszli w skład nowo powstałych katedr funkcjonujących w strukturze WNPiSM UW. 

## Kierunki
Podstawą oferty edukacyjnej były dwa kierunki – politologia oraz bezpieczeństwo wewnętrzne w trybie dwustopniowym – trzyletnie studia licencjackie oraz dwuletnie magisterskie. Oba te kierunki były dostępne w trybach stacjonarnym, niestacjonarnym wieczorowym oraz niestacjonarnym zaocznym. Studenci politologii od IV semestru realizowali program specjalizacji, wybierany przez nich spośród trzech dostępnych: marketing polityczny, administracja europejska, administracja samorządowa. 
Ponadto Instytut oferował studia podyplomowe (Podyplomowe Studia Nauk Politycznych, Studia Podyplomowe w zakresie Wiedza o Społeczeństwie finansowane z Europejskiego Funduszu Społecznego, Podyplomowe Studia Zarządzania w Stanach Szczególnych Zagrożeń Państwa i Podyplomowe Studia Bezpieczeństwa Wewnętrznego), studia w języku angielskim (Master's Degree in European Studies, Master's Degree in Political Studies, Postdiploma Polish Studies) oraz studia doktoranckie (trzyletnie, w trybie niestacjonarnym zaocznym).

## Organizacja Instytutu
Ostatnią dyrektorką Instytutu była dr hab. Ewa Marciniak. Zastępcą dyrektora ds. dydaktycznych był dr hab. Tomasz Słomka, zaś zastępcą ds. naukowych i współpracy z zagranicą był dr Marcin Tobiasz.
Siedzibą Instytutu był pałac Zamoyskich. Sekretariat i dziekanat znajdowały się na drugim piętrze budynku przy Krakowskim Przedmieściu 3. Zajęcia odbywały się również w innych budynkach Uniwersytetu – m.in. w starym budynku BUW, Auditorium Maximum, Collegium Politicum na kampusie Głównym UW czy w siedzibie Instytutu Socjologii przy ulicy Karowej.

### Zakłady
W skład INP wchodziły następujące zakłady:
- Zakład Badań Wschodnich – kierownik: prof. dr hab. Tadeusz Bodio
- Zakład Filozofii i Teorii Polityki – prof. dr hab. Mirosław Karwat
- Zakład Historii Myśli i Ruchów Społecznych – prof. dr hab. Stanisław Filipowicz
- Zakład Najnowszej Historii Politycznej – prof. dr hab. Wojciech Jakubowski
- Zakład Instytucji Europejskich – dr hab. Agnieszka Rothert
- Katedra Nauk o Bezpieczeństwie – prof. dr hab. Andrzej Misiuk
- Zakład Nauki o Państwie i Administracji Publicznej – prof. dr hab. Grzegorz Rydlewski
- Zakład Socjologii i Psychologii Polityki – prof. dr hab. Jan Garlicki
- Zakład Systemów Politycznych – dr hab. Tomasz Słomka

## Wykładowcy (m.in.)
- Jan Baszkiewicz
- Jan Błuszkowski
- Rafał Chwedoruk
- Stanisław Gebethner
- Wawrzyniec Konarski
- Aleksander Łuczak
- Wojciech Łukowski
- Izabela Malinowska
- Ewa Marciniak
- Renata Mieńkowska-Norkiene
- Tadeusz Mołdawa
- Błażej Poboży
- Kazimierz Przybysz
- Maciej Raś
- Grzegorz Rydlewski
- Franciszek Ryszka
- Zbigniew Siemiątkowski
- Andrzej Skrzypek
- Tomasz Słomka
- Stanisław Sulowski
- Jarosław Szymanek
- Piotr Wawrzyk
- Konstanty Wojtaszczyk
- Jacek Zaleśny
- Bartłomiej Zdaniuk
- Eugeniusz Zieliński
- Marian Żychowski

## Miejsce w rankingach
Instytut Nauk Politycznych WDiNP UW zajmował pierwsze miejsce w rankingu politologicznych uczelni publicznych tygodnika Polityka w latach 2001–2006. Według badań Dziennika z kwietnia 2008 był też najbardziej cenioną uczelnią politologiczną wśród pracodawców. Obecnie prym w rankingu przejął Wydział Nauk Polityczny i Studiów Międzynarodowych, który prowadzi kierunki: politologia oraz bezpieczeństwo. 